# Online marketing
Az online marketing az e-marketing egy fajtája, nem más, mint internetes marketing. Az internet létrejöttének első néhány évében (1995-2000), Közép-Kelet-Európában pedig a legutóbbi időkig sok tévhit kapcsolódott hozzá, mostanában azonban egyre több olyan tiszta, átlátható módszertan létezik, melyet a marketing szakemberek nagy hatékonysággal használhatnak fel online marketing programok kivitelezésére. Az 1990-es évek elején, amikor az internet még gyerekcipőben járt, megjelentek az első weboldalak és a banner hirdetések. A banner hirdetések lehetővé tették a vállalkozások számára, hogy online megjelenjenek, és elérjék a potenciális vásárlókat.
Az online marketing eszközei közül érdemes megemlíteni a következőket:
- Webanalitika
- Keresőmarketing
- Mobilmarketing
- Sajtóközlemény
- Banner
- Linkkampány
- E-mail-ek és hírlevelek
- Vírusmarketing
- Partnerprogram
- Blogok
- Wikik
- Hírek RSS-ben
- Fórumok

A marketingguru Seth Godin (könyvei: Purple cow: Transform Your Business by Being Remarkable és Permission Marketing) szerint az online marketing nem egyszerűen a hagyományos (offline) marketingeszközök online alkalmazását jelenti, hanem minőségileg új tevékenységet takar.

## Az online marketing célja
Az online marketing alapelve összefoglalható a hagyományos marketing 4-lépéses folyamatával, azonban az interneten a marketing tevékenység egyre inkább az eladó és az egyszemélyes piacot képző vásárló közötti kommunikációban valósul meg – áll a The clutrain manifesto, egy nagy port kavart online marketinggel foglalkozó kiáltvány középpontjában. A kommunikátor szerepében az eladónak személyesebb módszerekkel van lehetősége cégének vagy üzletének ismertségét/tudatosságát felépíteni, és ezzel végeredményben egy emberközpontúbb kommunikációt létrehozni. A kommunikáció célja végső soron az, hogy megalapozza a potenciális vásárlóban a bizalmat az eladó iránt.
Smith és Chaffey (2001) szerint az internet segítségével a vásárlóra fókuszált marketing tevékenységet végezhetünk, miközben más üzleti tevékenységekhez kapcsolódva nyereségességet érhetünk el. Ezt a következő módokon hajthatjuk végre:
- Azonosítás – az internet hasznosítása piackutatási célokra, hogy felfedjük a vásárlók igényeit és akaratát,
- Előrelátás – az internet egy új információforrás és vásárlási csatorna. A csatornában jelentkező kereslet megértése kulcsfontosságú az online marketingbe fektetett erőforrások meghatározásánál. Példa erre az easyJet diszkont légitársaság (http://www.easyjet.com), amely eladásainak több mint 90%-át online hajtja végre, mivel az interneten a szabvány termékek (mint például a repülőjegyek) iránti kereslet magas.
- A vásárlói igények kielégítése – az online marketing sikerének szempontjából megkülönböztetett fontossága van a vásárlók igényeinek kielégítésének az elektronikus csatornán keresztül, mely olyan kérdéseket vet fel, mint a weboldal használhatósága, vagy annak teljesítménye, a kapcsolódó közönségszolgálat színvonala, és a fizikai termékek postázása.

Az online beszélgetések által létrejövő ember-ember kapcsolat fenti koncepciójának ellenzői szerint a vállalatok óvakodni fognak a marketing ilyen alkalmazásától, talán soha nem fognak teljes mértékben nyílt és őszinte beszélgetéseket folytatni a fogyasztókkal, mivel üzleti érdekeik nem egyeznek meg a vásárlók érdekeivel. A már említett kiáltvány (The cluetrain manifesto) ezt a gondolkodást is megengedi: azzal érvel, hogy azok a vállalatok, melyek ilyen módon hajtanak végre marketing tevékenységet nem csak a (rövid távú) pénzkeresésre koncentrálhatnak. Ha ugyanis ezek az üzletek csak a pénzkeresésre fókuszálnak, ez a szoros online beszélgetésekből kiderül majd előbb-utóbb, és a piac ennek megfelelően fog reagálni, mivel a piacok az internet jelenlétével olyan belső (vásárlók közötti) kommunikációs eszközhöz jutottak, mely hasonló az eladó és a potenciális vásárló közöttihez.

## Az online marketing lényege
Az online marketing gyakorlatilag csak egy jól felépített folyamatként működik. Ez a folyamat több lépéses, részben automatikusok által vezérelt és az alapvető célja, hogy a potenciális vevőt, lépésről lépésre elvezessük az érdeklődéstől a vásárlásig. Lényegében ugyanazon a lélektani meggyőzés soron kell végig vezetnünk az emberünket, ahogyan személyes értékesítés, meggyőzés során is tennénk, csak mindezt online módon tesszük. Ugyanúgy emberek kommunikálnak emberekkel, akkor is ha a közvetítő közeg egy robot vagy egy automatizmus. Vannak speciális feltételek - pl sokkal alacsonyabb a kilépési korlát - de a lényeg ugyanaz: több lépésben meg kell győzni egy embert. Le kell győzni az ellenállását, kezelni kell a kifogásait, be kell mutatni neki a termékelőnyöket és le kell zárni.

## Online marketing tevékenységek
Smith és Chaffey (2001) könyvében öt olyan kulcsfontosságú marketing tevékenységet sorol fel (az '5Ss'-et), melyet egy szervezet online marketing taktikájának megvalósításához használhat fel. Egy (internetes) hírlevél szempontjából az 5Ss a következő:
- Elad (Sell) – Növeli az eladásokat (egy hírlevél gyakran mind új vásárlók szerzésének, mind pedig a régi vásárlók megtartásának célját is szolgálja).
- Szolgál (Serve) – Értéket ad (a vásárlónak plusz online előnyöket biztosít, mint például egy csak online elérhető ajánlat vagy részletesebb információ a vállalat termékekeiről vagy az ágazatról.
- Beszél (Speak) – Közelebb kerül a vásárlóhoz egyfajta párbeszéd kialakításával. Jelenthet ez például online kérdőíveket vagy a vásárlók preferenciáinak kiderítését követés (tracking) segítségével – azaz hogy milyen tartalom iránt érdeklődnek vásárlóink.
- Megtakarít (Save) – Költségek megtakarítása (elsősorban nyomdai és postai költségek)
- Sistereg (Sizzle) – A márka (brand) kiterjesztése. A hírlevél a vásárlók tudatában tartja a márkát és segít megerősíteni a márka értékeit.

A potenciális vásárlók figyelmének megragadása véghezvihető egyszerű módszerekkel, mint néhány, az új online világ által biztosított hirdetési lehetőségek, például hirdetés a keresőmotorokban, de kiterjedhet olyan bonyolultabb módszerekre, melyek számos honlapot érintenek és sok ember figyelmét fókuszálják az általunk kívánt helyre. Legalább három olyan séma létezik, melyeket online figyelemfelkeltésre lehet használni, ezek a tölcsér építés, a suttogó marketing, és a jópofa eszközök.
Egy eladási tölcsér felépítése során alkalmazni kell a következő eszközöket: keresőoptimalizálás, e-mail hírlevelek, fórum marketing, hirdetések, partner programok stb., azaz minden olyan módot, mely lehetővé teszi, hogy a potenciális vásárló megkezdje a párbeszédet a vállalattal, tanuljon a vállalat termékeiről, szolgáltatásairól, vagy olyan koncepciókat és javaslatokat tegyen magáévá, melyek végül vásárláshoz vezetnek. A tölcsér felépítése sok időbe telik, és megkívánja az eladó folyamatos online tevékenységét.
A suttogó marketing általában sokkal gyorsabb és kevesebb munkát követel az eladótól. Lényege, hogy a vállalat egy terméke iránti érdeklődés annak érdekes, meghökkentő vagy megdöbbentő tálalása miatt "szájról szájra" terjed mind online mind pedig offline. A Purple cow című könyvet például nagyrészt ilyen módszerekkel sikerült nagy példányszámban eladni. A hír/pletyka itt leginkább blogok által terjedt el.
Végül az utolsó gyakran használt taktika az online figyelem felkeltésére egy jópofa eszköz (cool tool) szabad kibocsátása. Ez egy olyan eszköz amit annyira jópofának tart az online közönség, hogy szeretné azt megosztani másokkal is: egy videóklip, egy cuki kis program, mint például egy rajzfilm karakter, ami a felhasználó asztalán él.
Az eBay (a legnagyobb online aukciósház) például mostanában újszerű marketinget használ, amit adat-tápláló (datafeed) marketingnek is neveznek. Az eBay-ben eladó virtuális bolt-tulajdonos felviszi az általa eladásra kínált áruk és szolgáltatások adatait az eBay-re, majd onnan betáplálja ezeket az adatokat olyan hirdető csatornákba, mint a Froogle (a Google ár és online bolt keresője) és a Yahoo Product Search (a Yahoo termék keresője), illetve még húsz-harminc olyan oldalra, mely hasonló mechanizmussal működik. Az összes hirdetési csatorna végeredményben az eBay-beli virtuális boltra mutat. A módszer a fentebb már tárgyalt eladási tölcsér egy esete.
Az internet marketing része, hogy a kulcsszavas keresésekkel vagy valamilyen online hirdetés útján megtalálják oldalunkat (ld. Keresőmarketing). Ez csak akkor következik be, ha oldalunk benne van az első kb. 30 találatban. Ezt három módon érhetjük el: 1.) természetes keresőmotor rangsorolással (a felmérések szerint a felhasználók nagyobb része nem nézi át a fizetett hirdetéseket a keresők találati oldalain), 2.) fizetve a találatokban a jó helyezésért (a Google-ben, a Magyarországon legnépszerűbb keresőben nem lehetséges), valamint 3.) Fizetett hirdetéssel a találati oldalon (például Google Adwords). Miután a keresőmotorokban a jó helyezés elérése nagyon nehéz lehet egy nagy piacon (mint például az angol nyelvű web) sokan a 2. és a 3. megoldást választják. Kisebb piacokon, amilyen például a magyar is, az első lehetőség is kivitelezhető megfelelő keresőoptimalizálással.
A dot com lufi kipukkanása óta nyilvánvalóvá vált a kereső motorok számára, hogy a túlélés érdekében azonnali bevételt kell produkálniuk. Ezt először banner hirdetések segítségével próbálták elérni, de kiderült, hogy a látogatók nem reagálnak a megfelelő mennyiségben a bannerekre. Így aztán megszülettek a fent említett hirdetési módszerek. A bannerek hatékonysági fokát, sok tényező növelheti, a színek, képek és címsorok kiválasztása és elhelyezkedése. Az iparágtól függően, változik a módszerek hatékonysága. Gyakran „A reklám apjának” nevezett David Ogilvy által több évtizede használt technika még ma is sok vásárlót szerez banner hirdetések által. A módszer egyszerű: egy képet helyez a banner-re, alá egy nagy betűs címsort, alá pedig egy kis betűs, rövid szöveget. Az oldallátogatókban így fokozatosan lehet érdeklődést kelteni, ugyanis először a képet nézik meg, utána pedig a szöveges részt. Legjobban a meghökkentő és különleges képek működnek.
Az online marketing, egy rendkívül gyorsan fejlődő ágazat. Ami tegnap működött, ma már nem biztos hogy fog. Sok honlap biztosít tesztelő eszközöket, amik segítenek folyamatosan figyelni és kideríteni, milyen kép/szöveg kombinációk, illetve elhelyezkedésük működik legjobban. Az online marketing eszközök fejlődése az elmúlt években exponenciális növekedést mutat. 2011-ben Scott Brinker (VP Platform Ecosystem at HubSpot) publikált egy kutatást, amelyben 150 marketinges eszközt sorolt fel. Egy évvel később, 2012-ben már 350 online marketinges eszköz volt a frissített listáján. A legfrissebb, 2020-as anyagában már több mint 8000 terméket kellett csoportosítania.
A végső cél az online marketingben, hogy minél több célzott oldallátogatót szerezzen egy honlap, azaz olyan látogatókat, akit valóban érdekel a honlap tartalma. Ehhez ma már nem elég a látogatottság mérése, online olvasottság mérésre is szükség van. Az oldallátogatókból, pedig kiváltson egy reakciót (konverzió). Ez a reakció lehet azonnali vásárlás, de gyakran hírlevélre való feliratkozás, vagy ingyenes demo szoftver letöltés is.
Az online marketing egyik legnagyobb erőssége, hogy az óriás mennyiségű és változatosságú adatnak (ún. big data-nak) hála rengeteg információt lehet szerezni a látogatókról, a potenciális vevőkről. Nemcsak a márkahűség vagy vevői elégedettség, de a kampányok hatékonysága is mérhetővé válik. Bizonyos esetekben - pl. oldalon belüli keresések engedélyezésénél - akár a felhasználók "vágyairól", vásárlási szándékáról is lehet információkat szerezni, a látogató privát szférájának megsértése nélkül. Ezt az adatelemzés és a webanalitika különböző módszereivel lehet elérni. A Facebook Pixel használatával például a vásárlás különböző folyamatain tudjuk végigkövetni a felhasználót, majd később újra elérni! 

## Az online marketing terv szakaszai
1. Célok meghatározása
2. Online marketing stratégia, illetve terv készítése (ebbe a szakaszba beletartozik az online eszközök kiválasztásán át azoknak a használati módján keresztül az eredmények visszaméréséig rengeteg dolog)
3. A terv megvalósítása
4. Optimalizálás
5. Újratervezés, és a 3. ponttól indul újra a körforgás

Végigmegyünk az első ponttól a harmadikig. Ezután pedig maga az optimalizálás (4. pont) szüli az új terveket, és kezdődik elölről a körforgás. A folyamat közben figyelni kell a konverziókat, a visszamért eredményeket. A megszerzett adatok birtokában érdemes időről időre felülvizsgálni a tervet, levonni a következtetéseket és finomítani a folyamatokat.

## Az online reklámok magyar szabályozása
A reklámozás általános szabályait és tilalmait a 2008. évi XLVIII. törvény szabályozza. Tiltott a reklám, ha az személyiségi jogokat sért, pl. ha valakinek a jó hírnevével élnek vissza, vagy erőszakra buzdít, közbiztonságot sért vagy félelmet kelt. A reklámozó, a reklámszolgáltató és a reklám közzétevője egyetemlegesen felelős, ha törvényszegés történik. Az e-kereskedelmi törvény az internetes és az e-mailes hirdetési tevékenységet is egyértelműen hirdetésnek minősíti. A hirdetés megjelenésével egy időben tájékoztatási kötelezettség keletkezik a hirdetés jellegéről és a hirdető személyéről. Ha az Ektv. hirdetésre vonatkozó szabályait megsérti valaki, akkor a Nemzeti Média- és Hírközlési Hatóság közigazgatási eljárás keretében jár el az aktuális ügyben, az eljárás befejezése előtt jogosult megtiltani a jogsértő magatartás további folytatását.(Eszes, 2011, p. 346)